# Luva de beisebol

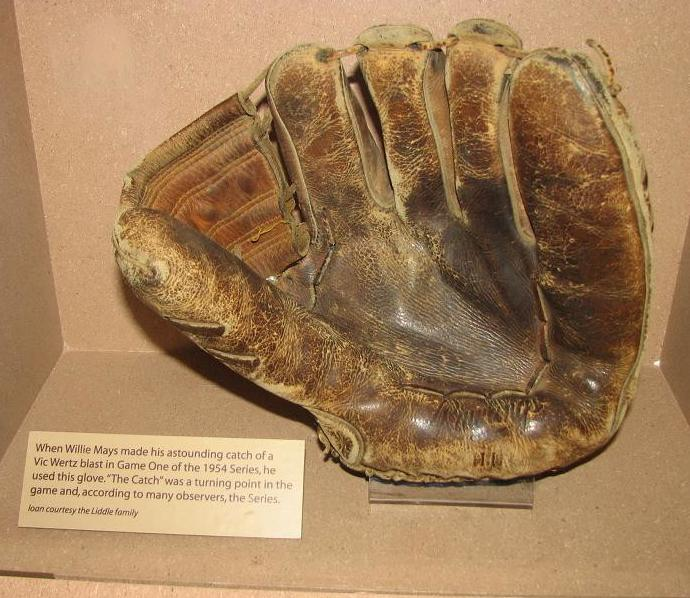
Luva de basebol para destros utilizada por Willie Mays, durante as finais do World Series de 1954.

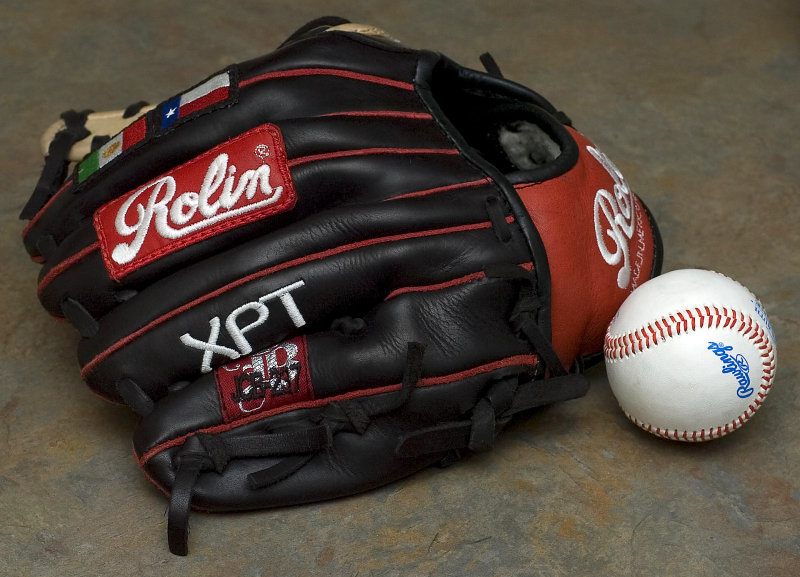
Uma luva e uma bola de basebol atual.

Uma luva de beisebol (português brasileiro) ou luva da basebol (português europeu)  é uma luva de couro de grande dimensão, geralmente feita em couro, utilizada pelos jogadores de beisebol. O seu formato característico permite aos jogadores da equipe defensiva receber a bola e segurá-la de modo a que esta não caia no solo.

## Historia
Inicialmente o basebol era jogado sem luvas. Durante a longa transição até ao basebol atual acredita-se que um dos primeiros jogadores a utilizar luvas foi Doug Allison, recetor da equipa Cincinnati Red Stockings, em 1870.  
Nessa altura as luvas que se usavam eram simples luvas de pele que deixavam apenas as pontas do dedos de fora. Foi Albert Spalding, cético em relação ao uso das luvas mas que começou a incentivar os jogadores a usá-las. Mais tarde fundou a conhecida marca de artigos desportivos Spalding que ainda hoje produz luvas de baseball assim como outros equipamentos. 
Em 1920, Bill Doak, lançador dos St. Louis Cardinals sugeriu que a luva de basebol deveria possuir uma espécie de rede que formasse um bolso de maneira a manter a bola segura. Esta proposta vingou e acabou por ser patenteada por Doak e mais tarde vendida à rawlings, acabando por ser utilizada até hoje.